# Il Guerrin Meschino

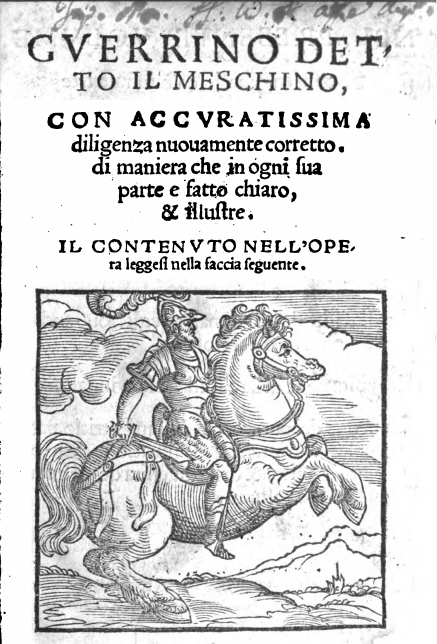
Page de titre d'une édition de 1562.

Il Guerrin Meschino (parfois orthographié Il Guerin Meschino) est une œuvre littéraire à mi-chemin de la fable et du roman de chevalerie, écrite autour de 1410 par le trouvère italien Andrea da Barberino. Elle se compose de 8 livres, et fut publiée pour la première fois en 1473.

## Controverses au sujet de l'œuvre
La plus grande partie de l'œuvre n'est connue actuellement que par une édition de  1785, dite « de Venise », que l'on pense avoir été fortement modifiée par la censure religieuse de l'époque. Publiée « avec l'agrément des supérieurs », cette édition connote péjorativement certains personnages et épisodes jugés « immoraux ». Ainsi le prénom d'Alcina est changé en « Fatalcina », « Fata », « Ensorceleuse », « Sorcière », etc. La Sibylle des Apennins est désignée aussi par des périphrases dépréciatives, et le passage dans lequel elle décrit les autres Sibylles classiques a été supprimé. Le même traitement a été appliqué aux passages traitant de l'astronomie, et même à ceux qui décrivent les sentiments humains.
Dans une autre édition, celle dite « de Vénetie 1567 » le livre V est intitulé Il Guerrin Meschino, alors que le livre VI porte le titre Il Purgatorio di San Patrizio.

## Œuvres dérivées
- Un livre récent porte le titre Il Guerrin Meschino : écrit par Gesualdo Bufalino, il a été publié en 1991 chez Bompiani[6]
- De Diego Valeri, Il romanzo di Guerrino detto il Meschino a été publié à "La scala d'oro" (UTET, Turin en 1932[7].
- Un film de 1951, Le meravigliose avventure del Guerrin Meschino, de Pietro Francisci interprété entre autres par Sergio Fantoni et Leonora Ruffo[8].
- Il Guerrino a été adapté en fumetto (bande dessinée) :  en 1959, par le dessinateur Domenico Natoli  -  puis dans le journal pour enfants Corriere dei Piccoli  en 1968, par Mino Milani (qui signa sous le pseudonyme de Piero Selva), avec Sergio Toppi comme dessinateur.
- Guerin Sportivo est le titre d'un rotocalco sportivo (journal sportif satirique).

## L'intrigue
C'est l'histoire de Guerrin (Guérin), natif de « Milon », roi de Durazzo (  Durrës  ), et de son épouse Fenisia. 

### Résumé du Livre Ier
Lors d'une guerre avec les Infidèles, le « bambino » Guérin est arraché à sa nourrice, et vendu à Constantinople. L'empereur l'achète et en fait le compagnon de son fils Alexandre. Les enfants grandissent ensemble. Guérin tombe amoureux de la sœur d'Alexandre, la belle Elisena, mais son amour est sans espoir, car il n'est que « le pauvre Guérin », un enfant trouvé, aux origines inconnues.
L'empereur décide de marier sa fille Elisena : il ne l'accordera qu'au vainqueur du grand tournoi qui va avoir lieu. Comme seuls les chevaliers sont admis à tournoyer, Guerin combat caché sous les armes d'Alexandre. Il remporte le tournoi haut la main, mais ne peut évidemment pas se faire connaître...

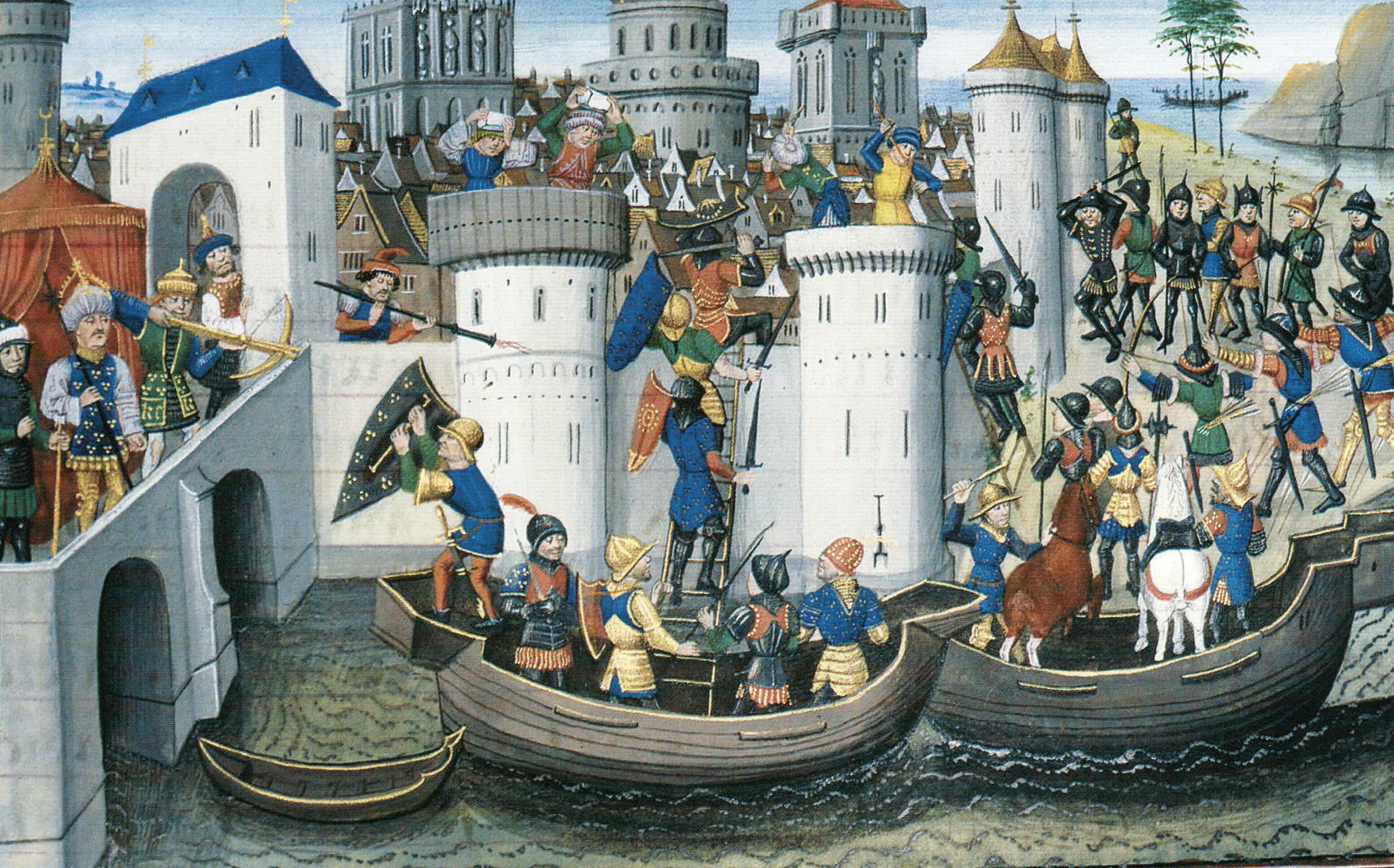
Déjà en 1204 Constantinople fut assiégée et conquise (par les Croisés, lors de la IVe Croisade).

Deux princes turcs, se sentant frustrés à l'issue du tournoi, mettent le siège devant Constantinople. Le Pauvre Guérin se distingue tant pendant la défense de la capitale que les Turcs lèvent le siège.
Guérin a vingt ans et veut absolument aller à la recherche de ses parents. L'empereur accepte de le laisser partir, et lui fait d'abord consulter les oracles. Ceux-ci restent muets. Le Pauvre Guérin devient chevalier errant...

## Éditions
voir WP italiano